# 베이지북
베이지북(Beige Book) 또는 공식 명칭 현재 경제 상황에 대한 논평 요약(Summary of Commentary on Current Economic Conditions)은 미국 연방준비제도이사회(Federal Reserve Board)가 1년에 8회 발행하는 보고서이다. 이 보고서는 연방공개시장위원회 회의에 앞서 발표된다. 각 보고서는 "은행 및 지점 이사와 주요 비즈니스 담당자, 경제학자, 시장 전문가 및 기타 출처와의 인터뷰"를 통해 해당 지역의 각 연방준비은행이 "현재 경제 상황에 대한 일화 정보"를 수집한 것이다.
표지가 베이지색이라 베이지북(Beige Book)이라 불린다.